# Fumaria densiflora
Fumaria densiflora là một loài thực vật có hoa trong họ Anh túc. Loài này được DC. mô tả khoa học đầu tiên năm 1813.